# Kléber Piot
Kléber Piot (Saint-Denis, 20 de octubre de 1920 - Enghien-las-Bains, 5 de enero de 1990) fue un ciclista francés que fue profesional entre 1943 y 1952. En su palmarés destaca el Critèrium Internacional de 1946.

## Palmarés
1946
- Critèrium Nacional (ex-æquo con Camille Danguillaume)

1951
- 1 etapa de la Vuelta al Marruecos

## Resultados en Grandes Vueltas
Durante su carrera deportiva ha conseguido los siguientes puestos en las Grandes Vueltas:
| Carrera         | 1944 | 1945 | 1946 | 1947 | 1948 | 1949 | 1950 | 1951 | 1952 |
| --------------- | ---- | ---- | ---- | ---- | ---- | ---- | ---- | ---- | ---- |
| Giro de Italia  | -    | -    | -    | -    | -    | -    | -    | -    | -    |
| Tour de Francia | -    | -    | -    | 25.º | 13.º | -    | 6º   | -    | -    |
| Vuelta a España | -    | -    | -    | -    | -    | -    | -    | -    | -    |
| Mundial en Ruta | -    | -    | Ab.  | -    | -    | -    | -    | -    | -    |